# Scottish Premiership 2013-14
La temporada 2013-14 es la 117.ª edición del Campeonato escocés de fútbol y la 1.ª edición como Scottish Premiership, la división más importante del fútbol escocés. La temporada comenzó el 2 de agosto de 2013 y se extenderá hasta el 11 de mayo de 2014. El Celtic Glasgow se coronó campeón por tercera temporada consecutiva logrando su 45.º título de liga.
En esta edición participan 12 equipos, de los cuales 11 provienen de la temporada pasada. El Dundee FC equipo descendido la temporada anterior, fue reemplazado por el club ascendido de la Primera División, el Partick Thistle FC.
Se disputarán un total de 38 rondas, después de la fecha 33 la serie se divide en dos grupos, cada uno de seis equipos en donde cada equipo juega cinco partidos con sus rivales de grupo.
Antes del comienzo del torneo se anunció que el Heart of Midlothian debido a razones económicas y problemas en su administración, fue penalizado y deberá comenzar la temporada con la resta de 15 puntos.

## Equipos y estadios
| Club                   | Ciudad     | Estadio            | Aforo  |
| ---------------------- | ---------- | ------------------ | ------ |
| Aberdeen FC            | Aberdeen   | Pittodrie Stadium  | 22.220 |
| Celtic FC              | Glasgow    | Celtic Park        | 60.837 |
| Dundee United          | Dundee     | Tannadice Park     | 14.200 |
| Heart of Midlothian    | Edimburgo  | Tynecastle Stadium | 18.300 |
| Hibernian FC           | Edimburgo  | Easter Road        | 17.500 |
| Inverness FC           | Inverness  | Caledonian Stadium | 7.512  |
| Kilmarnock FC          | Kilmarnock | Rugby Park         | 18.220 |
| Motherwell FC          | Motherwell | Fir Park           | 13.750 |
| Partick Thistle FC (*) | Glasgow    | Firhill Stadium    | 10.800 |
| Ross County FC         | Dingwall   | Victoria Park      | 6.500  |
| St. Johnstone FC       | Perth      | McDiarmid Park     | 10.673 |
| Saint Mirren FC        | Paisley    | St. Mirren Park    | 8.000  |

- (*) Club ascendido esta temporada.

### Cuerpo técnico y uniforme
| Club                | Técnico         | Capitán          | Camiseta    |
| ------------------- | --------------- | ---------------- | ----------- |
| Aberdeen FC         | Derek McInnes   | Russell Anderson | Adidas      |
| Celtic FC           | Neil Lennon     | Scott Brown      | Nike        |
| Dundee United       | Jackie McNamara | Seán Dillon      | Nike        |
| Heart of Midlothian | Gary Locke      | Danny Wilson     | Adidas      |
| Hibernian FC        | Terry Butcher   | Liam Craig       | Nike        |
| Inverness CT        | John Hughes     | Richie Foran     | Erreà       |
| Kilmarnock FC       | Allan Johnston  | Manuel Pascali   | Killie 1869 |
| Motherwell FC       | Stuart McCall   | Keith Lasley     | Puma        |
| Partick Thistle FC  | Alan Archibald  | Sean Welsh       | Joma        |
| Ross County FC      | Derek Adams     | Richard Brittain | Diadora     |
| St. Johnstone FC    | Tommy Wright    | Dave Mackay      | Joma        |
| St. Mirren FC       | Danny Lennon    | Jim Goodwin      | Diadora     |

## Tabla de posiciones
- Clasificación final el 11 de mayo de 2014

|  |     | Equipo               | PJ | PG | PE | PP | GF  | GC | DG  | PTS |
|  | --- | -------------------- | -- | -- | -- | -- | --- | -- | --- | --- |
|  | 1.  | Celtic Glasgow       | 38 | 31 | 6  | 1  | 102 | 25 | +77 | 99  |
|  | 2.  | Motherwell           | 38 | 22 | 4  | 12 | 64  | 60 | +4  | 70  |
|  | 3.  | Aberdeen             | 38 | 20 | 8  | 10 | 53  | 38 | +15 | 68  |
|  | 4.  | Dundee United        | 38 | 16 | 10 | 12 | 65  | 50 | +15 | 58  |
|  | 5.  | Inverness CT         | 38 | 16 | 9  | 13 | 44  | 44 | 0   | 57  |
|  | 6.  | St. Johnstone        | 38 | 15 | 8  | 15 | 48  | 42 | +6  | 53  |
|  |     |                      |    |    |    |    |     |    |     |     |
|  | 7.  | Ross County          | 38 | 11 | 8  | 19 | 44  | 62 | -18 | 40  |
|  | 8.  | Saint Mirren         | 38 | 10 | 9  | 19 | 39  | 58 | -19 | 39  |
|  | 9.  | Kilmarnock           | 38 | 11 | 6  | 21 | 45  | 66 | -21 | 39  |
|  | 10. | Partick Thistle (A)  | 38 | 8  | 14 | 16 | 46  | 65 | -19 | 38  |
|  | 11. | Hibernian            | 38 | 8  | 11 | 19 | 31  | 51 | -20 | 35  |
|  | 12. | Hearts of Midlothian | 38 | 10 | 8  | 20 | 45  | 65 | -20 | 23  |

- (A): Ascendido la temporada anterior.

|  | Clasificado a Liga de Campeones de la UEFA 2014-15. |
|  | Clasificado a Liga Europea de la UEFA 2014-15.      |
|  | Playoffs de descenso.                               |
|  | Desciende a Primera División de Escocia.            |

## Máximos goleadores
| Pos. | Jugador         | Club           | Goles |
| ---- | --------------- | -------------- | ----- |
| 1.   | Kris Commons    | Celtic Glasgow | 27    |
| 2.   | John Sutton     | Motherwell     | 22    |
| -    | Kris Boyd       | Kilmarnock     | 22    |
| 4.   | Stevie May      | St Johnstone   | 20    |
| -    | Anthony Stokes  | Celtic Glasgow | 20    |
| 6.   | Billy McKay     | Inverness CT   | 18    |
| 7.   | Steven Thompson | St. Mirren     | 13    |
| -    | Niall McGinn    | Aberdeen       | 13    |

Fuente: BBC Sport 

## Playoffs Descenso-Ascenso
Los playoffs por un lugar en la Premiership incluye a los equipos clasificados del segundo al cuarto lugar en la Championship más el club 11° en la Premiership. En primera ronda se enfrentan el tercer y cuarto lugar de la Championship. El ganador avanza y enfrenta al segundo lugar de la Championship. El vencedor de la segunda ronda enfrenta finalmente al 11º de la Premiership por la promoción y/o descenso.

### Primera Ronda
| 6 de mayo de 2014 | Queen of the South | 2:1     | Falkirk FC | Palmerston Park, Dumfries |  |
|                   |                    | Reporte |            |                           |  |

| 10 de mayo de 2014 | Falkirk FC | 3:1 (aet) | Queen of the South | Falkirk Stadium, Falkirk |  |
|                    |            | Reporte   |                    |                          |  |

### Segunda Ronda
| 13 de mayo de 2014 | Falkirk FC | 1:1     | Hamilton Academical | Falkirk Stadium, Falkirk |  |
|                    |            | Reporte |                     |                          |  |

| 18 de mayo de 2014 | Hamilton Academical | 1:0     | Falkirk FC | New Douglas Park, Hamilton |  |
|                    |                     | Reporte |            |                            |  |

### Final
| 21 de mayo de 2014 | Hamilton Academical | 0:2     | Hibernian | New Douglas Park, Hamilton |  |
|                    |                     | Reporte |           |                            |  |

| 25 de mayo de 2014 | Hibernian | 0:2 (aet) (3-4 pen.) | Hamilton Academical | Easter Road, Edinburgo          |                                 |
|                    |           | Reporte              |                     | Asistencia: 18.031 espectadores | Asistencia: 18.031 espectadores |

Igualdad 2-2 en el global, Hamilton Academical se impuso 4-3 en definición a penales y asciende a la Scottish Premiership. Hibernian pierde la categoría.

## Primera División - Championship
La Primera División 2013-14 fue ganada por el Dundee FC que accede a la máxima categoría, los clubes clasificados 2°, 3° y 4°, Hamilton Academical, Falkirk y Queen of the South respectivamente disputan con el equipo ubicado en el 11° lugar en la Premiership un cupo en la máxima categoría para la próxima temporada.
El Greenock Morton desciende a la League One y será sustituido para la próxima temporada por el Rangers FC campeón de dicha división.
| Pos | Equipo              | PJ | PG | PE | PP | GF | GC | GA  | Pts |
| --- | ------------------- | -- | -- | -- | -- | -- | -- | --- | --- |
| 1.  | Dundee FC           | 36 | 21 | 6  | 9  | 54 | 26 | +28 | 69  |
| 2.  | Hamilton Academical | 36 | 19 | 10 | 7  | 68 | 41 | +27 | 67  |
| 3.  | Falkirk             | 36 | 19 | 9  | 8  | 59 | 33 | +26 | 66  |
| 4.  | Queen of the South  | 36 | 16 | 7  | 13 | 53 | 39 | +14 | 55  |
| 5.  | Dumbarton           | 36 | 15 | 6  | 15 | 65 | 64 | +1  | 51  |
| 6.  | Livingston          | 36 | 13 | 7  | 16 | 51 | 56 | −5  | 46  |
| 7.  | Raith Rovers        | 36 | 11 | 9  | 16 | 48 | 61 | −13 | 42  |
| 8.  | Alloa Athletic      | 36 | 11 | 7  | 18 | 34 | 51 | −17 | 40  |
| 9.  | Cowdenbeath         | 36 | 11 | 7  | 18 | 50 | 72 | −22 | 40  |
| 10. | Greenock Morton     | 36 | 6  | 8  | 22 | 32 | 71 | −39 | 26  |